# Маллотус филиппинский
Маллотус филиппинский (лат. Mallotus philippensis) — растение семейства Молочайные, вид рода Маллотус, дико произрастающее по всей тропической Азии, а также в Северной и Восточной Австралии.

## Биологическое описание
Маллотус филиппинский — двудомный крупный кустарник или дерево высотой до 10 м. Листья очередные, суженные у верхушки и основания. Цветки мелкие, собраны в густые колосья. Плод — трёхгнёздная, почти сферическая коробочка, покрытая желёзками и волосками.

## Сырьё
Сырьём является камала, представляющая собой снятые с плодов красные желёзки растения вместе с волосками. Для её получения плоды складываются в корзину или решето. Под них подкладывают бумагу или ткань и начинают трясти. Желёзки и волоски при этом стираются с коробочек и падают на подстилку в виде мелкого красного порошка. Камала не имеет запаха и вкуса.

## Химический состав
Камала содержит 10-20 % ротлерина и озоротлерина, обладающих противоглистными свойствами, и 80 % смолы, оказывающей слабительный эффект.

## Использование
Камала в виде кашки, в дозе 5-10 г, применяется против ленточных глистов и одновременно является слабительным средством.